# Jüdischer Friedhof (Herrlisheim-près-Colmar)

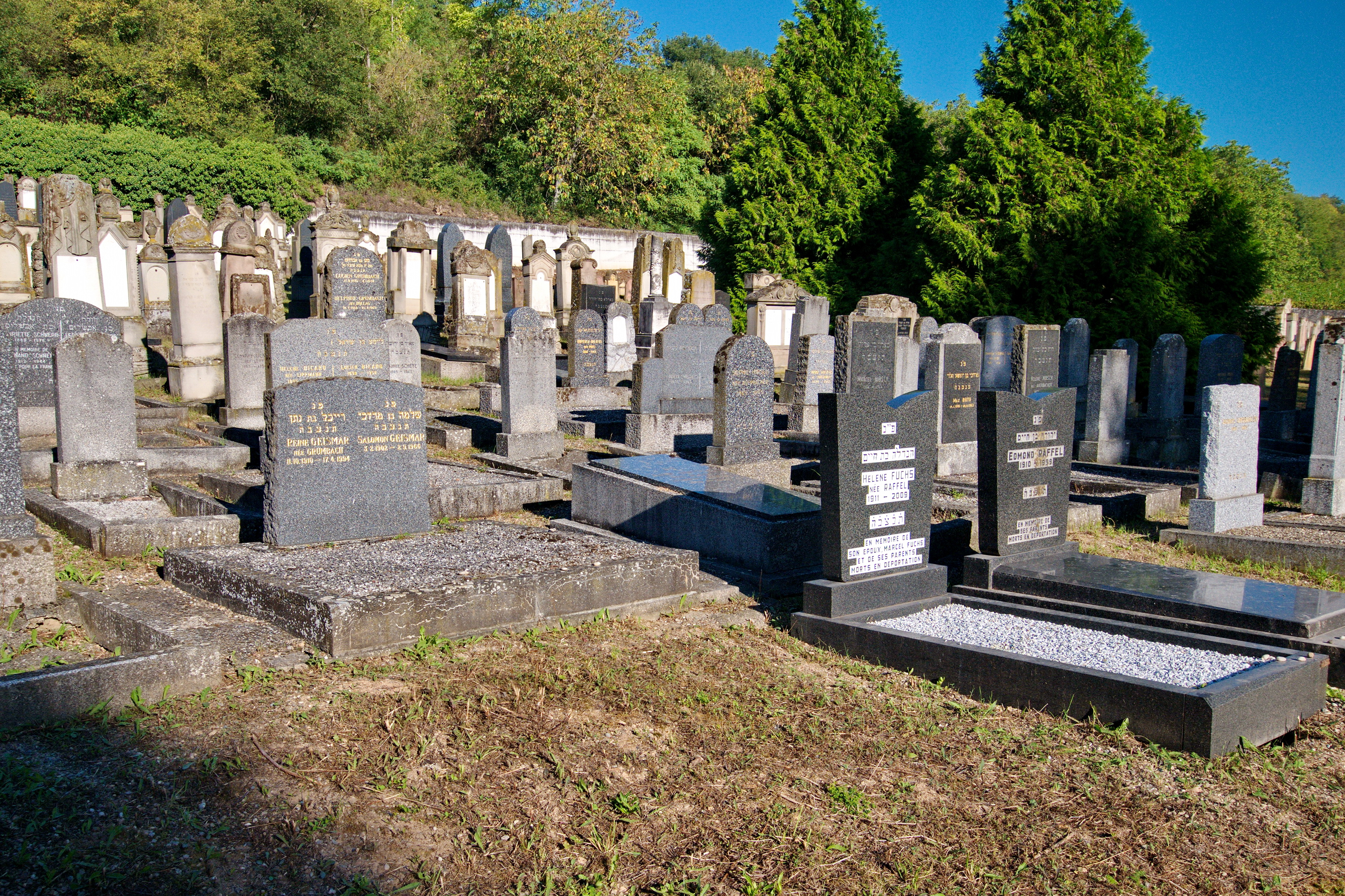
Grabsteine auf dem jüdischen Friedhof in Herrlisheim-près-Colmar

Der Jüdische Friedhof Herrlisheim-près-Colmar liegt in der französischen Gemeinde Herrlisheim-près-Colmar im Département Haut-Rhin im Elsass. Er wurde 1794 oder 1804 eingerichtet und enthält etwa 700 Gräber. Seit 2004 ist der Friedhof als Monument historique eingetragen.
Der Friedhof wurde mehrmals Ziel von antisemitischen Angriffen. Im August 1992 wurden fast 200 Grabsteine umgeworfen und zerbrachen dabei teilweise. Der letzte Angriff ereignete sich am 30. April 2004. Dabei wurde eine Vielzahl an Grabsteinen und Gedenktafeln mit Hakenkreuzen sowie antisemitischen und nationalsozialistischen Botschaften beschmiert.